# Brachycaudus persicae
Brachycaudus persicae är en insektsart. Brachycaudus persicae ingår i släktet Brachycaudus och familjen långrörsbladlöss. Inga underarter finns listade i Catalogue of Life.

## Bildgalleri

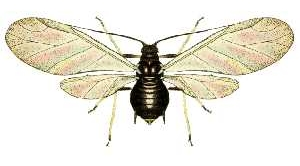